# 수요일 오후 3시 30분
《수요일 오후 3시 30분》은 홍빈, 진기주, 안보현, 차정원이 출연하는 대한민국의 드라마이다. 이 드라마는 처음에 2017년 5월 31일경, 모바일 앱인 oksusu에 의해 방영되었고, 2017년 6월 7일부터 2017년 6월 21일까지 SBS 플러스에서 방영되었다.

## 줄거리
선은우 (진기주)는 남자친구에 의해 헤어졌지만, 질투심으로 그를 다시 사귈려한다.
그녀는 그녀의 어린시절 친구인 윤재원 (이홍빈)과 함께 가짜 "럽스타그램" (love + Instagram)를 만들기 위해 소셜 미디어를 조작한다.

## 등장인물

### 주요 인물
- 홍빈 : 윤재원 역 - 아역 오한결
- 진기주 : 선은우 역
- 안보현 : 백승규 역
- 차정원 : 공나연 역

### 그외 인물들
- 김혜지 : 김혜원 역
- 임투철 : 양태경 역
- 조승희 : 최선아 역
- 하은 : 하은 역
- 지율 : 지율 역
- 송다은 : 송다은 역
- 최광제 : 프로포즈 남 역
- 이현진 : 프로포즈 여 역
- 이지혜 : 신발매장 직원 역
- 문아람 : 화장품매장 직원 역
- 박연수 : 팀장 역
- 오유미 : 여자 역
- 금미 : 승규 여자친구 역

## 대본
첫 대본리딩은 2017년 3월에 진행되었다.

## 사운드트랙
| #  | 제목                       | 작사·작곡 | 재생 시간 |
| -- | -------------------------- | --------- | --------- |
| 1. | 〈I Just Want To〉         | 안예슬    | 4:21      |
| 2. | 〈여기 봄〉                | 진기주    | 2:33      |
| 3. | 〈View (Album Ver.)〉      | 적재      | 4:42      |
| 4. | 〈별보러 가자〉            | 적재      | 5:17      |
| 5. | 〈I Just Want To〉 (Inst.) | 안예슬    | 4:21      |
| 6. | 〈여기 봄〉 (Inst.)        | 진기주    | 2:33      |